# 程瓊
程瓊（？年—?年），犍為人，曾任蜀漢尚書。

## 生平
程瓊高雅有德望，與文立關係深厚。司馬炎聽聞其名，於是向文立打探此人，文立說：“臣特別了解他，但他現今已年過八十，本性雖謙虛退讓，已經不追求當前聲望，所以並沒有奏明陛下。”程瓊知道此事後說： “文立可以說是不結黨營私啊！所以我與他友好啊。”